# Bazincourt-sur-Saulx
Bazincourt-sur-Saulx é uma comuna francesa na região administrativa de Grande Leste, no departamento de Meuse. Estende-se por uma área de 10,34 km². Em 2010 a comuna tinha 153 habitantes (densidade: 14,8 hab./km²).